# Lagostomus maximus
Lagostomus maximus és una espècie de mamífer rosegador en la família Chinchillidae, l'única vivent del gènere Lagostomus. És un rosegador de fins a 60 cm de llarg que habita a Sud-amèrica, des de la regió subtropical (sud del Paraguai) fins a la Patagònia argentina i xilena.

## Distribució
És endèmica de l'Argentina, Bolívia, Paraguai. El 1907 fou declarada pel "Ministeri d'Agricultura de l'Argentina" plaga de l'agricultura, i per llei nacional el seu control és obligatori, cosa que, va portar a una regressió poblacional a gran part del territori argentí.

## Característiques
És de pèl abundant, cap gran, musell engruixat i camús per davant, bigotis llargs i sedosos i orelles petites. Generalment, de pelatge gris en el llom i blanc en el ventre. Dues franges negres li travessen la cara. Les seves potes són curtes, amb dits i ungles fortes que li serveixen per cavar el cau. La cua es desprèn amb facilitat, i això la salva moltes vegades de ser capturada.
El pes i la seva dimensió corporal varien amb edat, sexe, bondat climàtica, i zona. En mitjana la cria neix amb 180 g de pes. Un adult pesa entre 4,5-7,5 kg, amb una mitjana de 5,5; la femella adulta entre 2,5-4,2 kg (mitjana 3,5 kg).

## Comportament
És d'hàbits nocturns; viu en grups de fins a 50 individus en túnels que cava en llomes de terreny ferm. S'alimenta de tota mena de vegetals i ataca els cultius, per la qual cosa a l'Argentina la seva caça està permesa en tota època.